# ŁaGG-3
ŁaGG-3 – jednomiejscowy, jednosilnikowy samolot myśliwski i przechwytujący produkcji ZSRR z czasów II wojny światowej.

Silnik WK-105PF (M-105) eksponowany w MLP w Krakowie

Projekt tego samolotu oznaczony symbolem „K”, był dziełem trzech konstruktorów pracujących w zakładach nr 301 – S. A. Ławoczkina, M. I. Gudkowa i W. P. Gorbunowa. Miał to być szybki i dobrze uzbrojony samolot myśliwski o konstrukcji drewnianej, wykonanej ze sklejki z drewna brzozy syberyjskiej nasączonej żywicą syntetyczną. Podczas produkcji prototypu odkryto, że klej stosowany powodował podrażnienia skóry i konieczne było opracowanie procedur bezpieczeństwa dla pracowników. Choć przy jego budowie wykorzystano nowoczesne technologie, prototyp oznaczony I-22, który oblatano 9 kwietnia 1940, wykazał wyraźny niedobór mocy. Po zbudowaniu 100 sztuk tego typu w 1941 przemianowano je na ŁaGG-1, ale po zwiększeniu pojemności zbiorników paliwa i zamianie dwułopatowego śmigła na trójłopatowe zmieniono nazwę na ŁaGG-3, który pierwszy lot odbył 14 czerwca 1940 i w listopadzie 1940, po pozytywnej ocenie przez pilota testowego mimo stwierdzonych usterek (miały być usunięte w procesie produkcyjnym), został skierowany do produkcji seryjnej, którą uruchomiono najpierw w zakładach nr 23 w Leningradzie (gdzie zbudowano 65 egzemplarzy), a później w zakładach nr 21 w Gorkim, 31 w Taganrogu i 153 w Nowosybirsku. W 1. półroczu 1941 zakłady nr 21 zbudowały 214, a do końca 1445 sztuk tego samolotu. Samoloty początkowo przeznaczano do służby na Dalekim Wschodzie. Jako pierwszy, w marcu 1941, w samoloty te wyposażono 24. pułk myśliwski i jego piloci wzięli udział w paradzie pierwszomajowej w Moskwie. Kilka tygodni później samoloty zwrócono producentowi w celu usunięcia usterek hydrauliki podwozia. Chrzest bojowy LaGG-3 odbył się 13 lipca na przedmieściach Moskwy. Tego dnia pilot A.V. Bondarenko z 24. pułku myśliwskiego zniszczył niemiecki bombowiec Do 17 w pobliżu Dorogobuża. 
ŁaGG-3 był dość zwrotny, ale ze względu na niekorzystny stosunek masy do mocy silnika miał słabe wznoszenie. Kiedy gwałtownie spadła jakość produkcji, piloci nadali mu przezwisko: лакированный гарантированный гроб (łakirowannyj garantirowannyj grob), czyli lakierowana gwarantowana trumna. Pojawiły się usterki hydrauliki podwozia, pękały rozpórki podwozia z powodu obciążenia dwoma dodatkowymi zbiornikami paliwa i awarie uzbrojenia. W wyniku pośpiesznej produkcji z powodu napaści Niemiec pogorszyła się także jakość sklejki. Jakość samolotów różniła się znacznie w zależności od fabryki. W wyniku modyfikacji opartych na wynikach badań prototypów i montażu dodatkowego wyposażenia, masa seryjnych LaGG wzrosła o 70 kg, maksymalna prędkość lotu spadła do 550-555 km/h, a zasięg zmniejszył się. Wady samolotu były często pogłębiane przez niedoszkolony personel latający i naziemny.
ŁaGG-3 z 37 mm działkami lotniczymi Szpitalny-Sz-37 (konstruktor Boris Szpitalny), wyprodukowane przez fabrykę nr 21 w latach 1941-1942, weszły w skład 42. pułku myśliwskiego podpułkownika F.I. Shinkarenko (od 9 października 1942 pułk ten stał się 133. pułkiem gwardii), który w marcu 1942 rozpoczął ich testowanie na Froncie Briańskim. Pierwszy samolot (He 111) zestrzelony z użyciem działka 37 mm został zaatakowany z odległości 400 m (to prawie dwa razy więcej niż wcześniej praktykowano w walkach powietrznych). W sierpniu 1942 w starciach powietrznych z działek 37 mm zestrzelono 45 samolotów wroga.
ŁaGG-3 był znacznie gorszy od samolotu myśliwskiego Jak-1 pod względem masy i zwartej konstrukcji. Konstrukcja ŁaGG-3 z tym samym silnikiem i prawie podobnym uzbrojeniem była o 300 kg cięższa. Wynika to przede wszystkim z drewnianej konstrukcji kadłuba w porównaniu z kratownicowym kadłubem Jaka-1. Istnieje również różnica w masie skrzydeł: „ŁaGG” miał cięższe wsporniki w porównaniu z „Jakiem”, który nie miał żadnych łączników. Ale przeżywalność „ŁaGG”, a tym bardziej jego następcy Ła-5, była o wiele lepsza.
164. pułk myśliwski, stacjonujący na Kaukazie, był jednym z pierwszych, które otrzymał ŁaGG. Marszałek lotnictwa N. Skomorochow rozpoczął swoją karierę jako pilot wojskowy w tym pułku, zakończył wojnę w stopniu majora, zestrzeliwując 46 samolotów osobiście i osiem w grupie. Trzy ŁaGG ze 160. pułku zapewniły lot marszałka G. Żukowa do oblężonego Leningradu. Na drugiej flance ogromnego frontu ŁaGG-3 1. serii służyły w 44. pułku Frontu Leningradzkiego, który 7 marca 1942 został przekształcony w 11. pułk gwardyjski. W sierpniu 1941 piloci 17. pułku myśliwskiego używali ŁaGG-3 do osłony przepraw przez Dniepr w okolicy Krzemieńczuka. Pułk przesiadł się z I-16 na ŁaGG pod koniec lipca w Rostowie nad Donem. W lipcu 170. pułk myśliwski również otrzymał ŁaGG. Jesienią 1941 69. pułk myśliwski został przezbrojony z I-16 na ŁaGG-3. Służył w nim jeden z najskuteczniejszych pilotów myśliwskich Wielkiej Wojny Ojczyźnianej, Aleksiej Aleluchin (40 zwycięstw osobiście i 17 w grupie).